# Jefferson Davis County
Jefferson Davis County är ett administrativt område i delstaten Mississippi, USA, med 12 487 invånare. Den administrativa huvudorten (county seat) är Prentiss.

## Geografi
Enligt United States Census Bureau så har countyt en total area på 1 059 km². 1 057 km² av den arean är land och 2 km² är vatten.

### Angränsande countyn
- Simpson County - nord
- Covington County - öst
- Lamar County - sydost
- Marion County - syd
- Lawrence County - väst